# Marie Smith Jones
Marie Smith Jones (Cordova, 14 maggio 1918 – Anchorage, 21 gennaio 2008) è stata una linguista statunitense.
Cittadina statunitense, fu l'ultima parlante sopravvissuta della lingua eyak dell'Alaska centro-meridionale. Nata a Cordova, in Alaska, era un capo onorario del popolo eyak e l'ultima eyak purosangue rimasta. In un'intervista del 2005 la Smith Jones spiegò che il suo nome in eyak è 'udAch' k'uqAXA'a'ch', che, ha detto, significa "suono che chiama le persone da lontano" .

## Biografia
La Jones sposò un pescatore, William F. Smith, il 5 maggio 1948. Ebbe da lui nove figli, ma questi non impararono a parlare l'eyak a causa dello stigma sociale ad esso associato in quel momento. Si trasferì ad Anchorage negli anni '70. Per far sopravvivere una registrazione della lingua eyak lavorò col linguista Michael E. Krauss, che ne compilò un dizionario e una grammatica. Il suo ultimo fratello maggiore morì negli anni '90. Successivamente la Jones divenne politicamente attiva e in due occasioni parlò alle Nazioni Unite sui temi della pace e delle lingue indigene. Fu anche attiva per quanto riguarda le questioni ambientali indiane, inclusa quella del taglio netto. La Jones soffrì di alcolismo nella prima parte della sua vita, ma smise di bere quando aveva cinquant'anni; rimase però una forte fumatrice fino alla morte. Morì per cause naturali il 21 gennaio 2008, all'età di 89 anni, nella sua casa di Anchorage.